# 松崎裕樹
松崎 裕樹（まつざき ひろき、2000年6月2日 - ）は、日本の男子プロバスケットボール選手である。ポジションはシューティングガード・スモールフォワード。B.LEAGUEの横浜ビー・コルセアーズ所属。

## 来歴
福岡第一高校では1年次と3年次のウインターカップで優勝し、3年の大会では1学年下の河村勇輝とともに大会ベスト5に選ばれる。
東海大進学後も2年次には河村とともにインカレで優勝し、最高学年となった2022年は主将としてインカレ優勝に導きMVPも獲得。
大会後、横浜ビー・コルセアーズとプロ契約。2023年1月7日に横浜国際プールで行われた琉球ゴールデンキングス戦でプロデビュー

## 日本代表歴
- U18日本代表
- U22日本代表

## 受賞歴
- 第74回全日本大学選手権MVP